# موهانگنج
موهانگنج (به لاتین: Mohanganj) یک منطقهٔ مسکونی در بنگلادش است که در ناحیه نتروکونه واقع شده‌است. موهانگنج ۲۴۳٫۲ کیلومتر مربع مساحت و ۱۶۷٬۵۰۷ نفر جمعیت دارد.